# Złoty Stok
Złoty Stok é um município da Polônia, na voivodia da Baixa Silésia e no condado de Ząbkowice Śląskie. Estende-se por uma área de 7,73 km², com 2 888 habitantes, segundo os censos de 2016, com uma densidade de 373,6 hab/km².